# ザ・ムーンドッグス
ザ・ムーンドッグス（The Moondogs）は、アメリカ合衆国のプロレスラーによるタッグチーム・ユニット。1980年代から2000年代にかけて、歴代のメンバーによってWWFやUSWAなどで活躍した。
このギミックの先達である "ムーンドッグ" ロニー・メインと同様、伸ばし放題のブロンドの髪と髭、荒縄をベルト代わりに通したボロボロのジーンズ、凶器としても使用する動物の骨をトレードマークに、ラフファイト主体のヒールとして活動を続けた。

## メンバー
- キング（King） （1980年 - 1981年）
  - 前身は国際プロレスに度々来日していたカナダ出身のセーラー・ホワイト[1]。WWFでのオリジナル・ムーンドッグスのリーダー格だったが、カナダでの犯罪歴のためアメリカで活動できなくなり[14]、短期間で離脱。
- レックス（Rex） （1980年 - 1986年）
  - 前身はガルフ・コースト地区の中堅ヒールだったランディ・コリー[2]。キングの離脱後は自身がリーダーとなり、スポットとのコンビで各地のタッグマッチ戦線を荒らした。
- スポット（Spot） （1981年 - 1997年、2003年）
  - 前身はウェイン・ファリスとのブロンド・ボンバーズで活動していたラリー・レイザム[3]。キングの後任として加入。ムーンドッグ名義での活動は歴代メンバーで最長であり、ユニットの総帥的な存在となった。
- スパイク（Spike） （1987年 - 1993年）
  - 前身はトージョー・ヤマモトの弟子のディジー・ゴールデンことビル・スミスソン[4]。サンアントニオのテキサス・オールスター・レスリングで活動後、レックスとのコンビを解消したスポットの新パートナーとなった。
- クージョ（Cujo） （1992年 - 1993年）
  - 前身はWWFのミッドカードに出場していたカズン・ジュニアことラニー・キーン[5]。USWA時代より加入。身長190cm・体重160kgの巨漢で、後にオックス・ベーカーとブルーザー・ブロディにあやかったオックス・ブロディやビッグ・ダディ・サイラスなどのリングネームで活動[15]。
- スプラット（Splat） （1993年）
  - 前身は1980年代後半にCWAにて活動していたゴライアスことロバート・ホワイト[16]。身長203cm・体重190kgとクージョを上回る巨体の持ち主で「スーパー・ムーンドッグ」の異名を持つ[6]。

彼らはそれぞれ、英語圏におけるポピュラーな犬の呼び名（日本での「ポチ」や「シロ」など）を自身のリングネームにしていた。USWAでは1992年上期に黒人レスラーのビッグ・ブラック・ドッグことアキーム・モハメッドが「ブラック・ムーンドッグ（Black Moondog）」、同年下期に女子レスラーのダイアン・フォン・ホフマンが「フィフィ（Fifi）」と名乗り、サポートメンバーとして一時的に加入していたこともある。このほか、1993年末からは2代目のレックス、USWA末期の1996年には「ローバー（Rover）」、スポット現役復帰後の2003年には「パピー・ラブ（Puppy Love）」などのムーンドッグが登場し、スポットのパートナーとなった。

## 来歴

### WWF

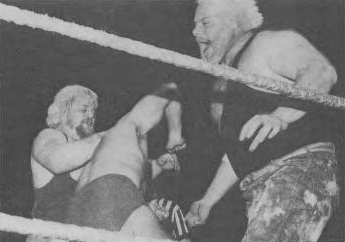
リック・マーテルを攻撃するキング（左端）とレックス（1981年）

1980年末、カナダを代表する流血ファイターだったセーラー・ホワイトが「ムーンドッグ・キング」、アメリカ南部を主戦場としていたランディ・コリーが「ムーンドッグ・レックス」に扮し、キャプテン・ルー・アルバーノをマネージャーにWWFで結成された。コリーは当初リッパー・ホーキンスのリングネームでWWFにデビューする予定だったが、1978年に死去した "ムーンドッグ" ロニー・メインに風貌が似ていたこともあり、ビンス・マクマホン・シニアによってこのギミックが与えられたという。
以降、プロモーション用のインタビューでもまともな言葉を発することなく、犬のような唸り声をあげながらカメラの前を徘徊するなどのキャラクター設定のもと、野獣派の巨漢タッグチームとして活動。1981年3月17日、ペンシルベニア州アレンタウンにてトニー・ガレア&リック・マーテルを破り、WWFタッグ王座を獲得した。
しかし、カナダでの過去の犯罪歴が発覚したキングがアメリカに入国できなくなったため、テネシー地区のタッグプレイヤーだったラリー・レイザムが「ムーンドッグ・スポット」を名乗り、キングに代わるレックスの新パートナーとしてWWFに参戦、WWFタッグ王座を継承することとなった。同年6月8日にはニューヨークのマディソン・スクエア・ガーデンにて、新日本プロレスの藤波辰巳&谷津嘉章を相手に防衛戦を行っており、この試合は日本でもテレビ朝日の『ワールドプロレスリング』において放送された。
7月21日にガレア&マーテルに王座を奪還されてからもチームを継続させ、1982年からはジョージア・チャンピオンシップ・レスリングやジム・クロケット・プロモーションズなどNWAの主要テリトリーにも参戦。プエルトリコのWWCでは世界タッグ王座をはじめ各タッグタイトルを総なめにした。1983年4月4日にはメンフィスのCWAにて、スティーブ・カーンとスタン・レーンのファビュラス・ワンズからAWA南部タッグ王座を奪取している。
1984年より、全米侵攻を開始したWWFにジョバーのポジションで復帰。USエクスプレス（バリー・ウインダム&マイク・ロトンド）、ブリティッシュ・ブルドッグス（ダイナマイト・キッド&デイビーボーイ・スミス）など、ベビーフェイスの新王者チームの引き立て役を担った。1986年6月24日にはハルク・ホーガン&ポール・オーンドーフと対戦。オーンドーフがホーガンにタッチすることなく1人でムーンドッグスを倒したこの試合は、ホーガンとオーンドーフの仲間割れアングルにおいて重要な伏線となった。

### USWA
その後、レックスのギミック・チェンジによりムーンドッグスは一旦解散。1987年に揃ってWWFを退団したものの、以降両者は袂を分かち、スポットはテネシー時代以来の盟友ビル・スミスソンを「ムーンドッグ・スパイク」に変身させてムーンドッグスを再編する。10月にはスポット&スパイクのコンビで全日本プロレスに初来日。ザ・グレート・カブキ&マイティ井上やジョン・テンタ&タイガーマスクなどのチームをはじめ、ブルーザー・ブロディと組んでの6人タッグマッチではジャンボ鶴田や輪島大士とも対戦した。
ニューイングランドのICWやアラバマのCWFなどを転戦後、1991年よりCWAの後継団体USWAを主戦場として、ジェリー・ローラー&ジェフ・ジャレットと抗争を展開する。スパイクが一時欠場した1992年4月からは、WWFでヒルビリー・ギミックのカズン・ジュニアを演じていたラニー・キーンが「ムーンドッグ・クージョ」に扮して加入し、スパイクの復帰後はトリオのユニットとしても活動。後のハードコア・レスリングに通じる狂乱ファイトを繰り広げ、USWA世界タッグ王座を再三奪取した。彼らとローラー&ジャレットとの王座を賭けた抗争劇は、プロレスリング・イラストレーテッドの1992年における "Feud of the Year" にも選定されている。
1992年8月からは、女子プロレスラーのダイアン・フォン・ホフマンが、雌犬「ムーンドッグ・フィフィ」としてサポートメンバーに加入。9月21日にはミス・テキサスを破り、USWA女子王座を獲得した。ミックスドマッチは行われなかったが、ムーンドッグスのセコンドについて試合への介入を繰り返していたことから、お仕置きとしてローラー&ジャレットにブロンドの髪の毛を切り落とされている。
1993年2月には、一時戦列を離れていたスパイクとクージョに代わるスポットのパートナーとして、身長203cm・体重190kgの超巨漢ロバート・ホワイトが「ムーンドッグ・スプラット」と名乗ってメンバーに参入。ブルーズ・ブラザーズ、ハーレム・ナイツ（ネルソン・ナイト&ボビー・ナイト）、サザン・ロッカーズ（スティーブ・ドール&レックス・キング）などを抗争相手に、4月にかけてUSWA世界タッグ王座を4度獲得した。同年11月にはスパイク&スプラットのチームでW★INGプロモーションに来日、ザ・ヘッドハンターズや邪道&外道と対戦した。
スパイク、クージョ、スプラットが離脱後の1993年末からは、ネイサン・ランドルフがオリジナル版のランディ・コリーと同じ「ムーンドッグ・レックス」のリングネームで新加入。ジム・コルネット主宰のスモーキー・マウンテン・レスリングにも参戦してロックンロール・エクスプレス（リッキー・モートン&ロバート・ギブソン）と抗争した。1996年には "クレージー" ポール・マックナイトが「ムーンドッグ・ローバー」を名乗ってスポットの新パートナーとなったが、USWAが活動を停止した1997年、スポットのセミリタイアに伴いムーンドッグスも解散した。

### 解散後
「ニュー・ムーンドッグス」や「ムーンドッグス2000」などのリメイク版のタッグチームが各地のインディー団体に単発的に登場した後、2003年に現役復帰したスポットが「ムーンドッグ・パピー・ラブ」こと新人のマイク・フラワーズを従えて、本家ムーンドッグスを再結成。同年5月に旗揚げされたメンフィス・レスリングへの参戦を開始したが、11月29日に行われたジェリー・ローラーのバースデイ・イベント "Jerry Lawler's Birthday Bash" での試合中に心臓発作を起こして衰弱状態となり、病院に搬送されたが死去。オリジナル・メンバーのキングも2005年8月26日に鬼籍に入った。
2007年4月27日にはクージョがメンフィス・レスリング主催の "PMG Clash of Legends" に出場（メインイベントはハルク・ホーガン対ポール "ザ・ジャイアント" ワイト）。ザ・バーバリアンから勝利を収めたが、彼も2009年1月13日に故人となった。
2013年3月21日にはスパイク、2019年12月14日にはオリジナル・メンバーのレックスが死去した。2020年代ではローバーが、ミズーリ州セントルイスのインディー団体MMWA（ミッド＝ミズーリ・レスリング・アライアンス）への出場を続けている。

## 得意技
合体攻撃
- ペンデュラム・バックブリーカー＋ダイビング・エルボー・ドロップ

凶器攻撃
- ボーンショット（Boneshot ） - 動物の骨での殴打

## 獲得タイトル
ワールド・レスリング・フェデレーション
- WWFタッグ王座：1回（ キング&レックスおよびレックス&スポット）[22]

コンチネンタル・レスリング・アソシエーション
- AWA南部タッグ王座：5回（レックス&スポット）[24]

ワールド・レスリング・カウンシル
- WWC世界タッグ王座：1回（レックス&スポット）
- WWC北米タッグ王座：1回（レックス&スポット）
- WWCカリビアン・タッグ王座：1回（レックス&スポット）

インターナショナル・チャンピオンシップ・レスリング
- ICWタッグ王座：1回（スポット&スパイク）[44]

ユナイテッド・ステーツ・レスリング・アソシエーション
- USWA世界タッグ王座：16回（スポット&スパイク×3、スポット&クージョ×3、スパイク&クージョ×2、スポット&スプラット×4、スポット&レックス×3、スポット&ローバー×1）[29] ※レックスは2代目のネイサン・ランドルフ[9][34]
- USWA女子王座：1回（フィフィ（英語版））[32]

## マネージャー
- キャプテン・ルー・アルバーノ（WWF）
- ジミー・ハート（CWA）
- ダウンタウン・ブルーノ（CWF）
- リチャード・リー（USWA）
- ジム・コルネット（SMW）